# Менеузтамак
Менеузтама́к (рос. Менеузтамак, башк. Мәнәүезтамаҡ) — село у складі Міякинського району Башкортостану, Росія. Адміністративний центр Менеузтамацької сільської ради.
Населення — 878 осіб (2010; 1006 в 2002).
Національний склад:
- татари — 60 %
- башкири — 38 %